# Mogambo
Pour plus de détails, voir Fiche technique et Distribution.
Mogambo est un film américain réalisé par John Ford, sorti en 1953.
C'est un remake de La Belle de Saïgon (Red Dust), réalisé en 1932 par Victor Fleming avec Clark Gable, Jean Harlow, Mary Astor et Gene Raymond dont l'intrigue se passait en Indochine. John Lee Mahin est le scénariste des deux films. Il s'agit d'un drame amoureux dont l'action se déroule dans la jungle du Kenya.

## Synopsis

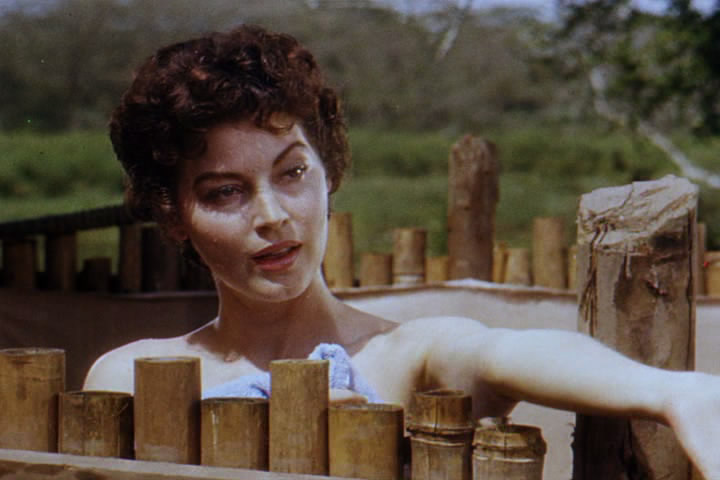
Ava Gardner

Victor Marswell, vieux baroudeur, capture des animaux africains pour les zoos du monde occidental et dirige des safaris. Arrive une Américaine, nommée Eloïse, invitée là par un maharadja, lequel est déjà reparti pour son pays, et avec laquelle Victor prend le temps d'une amourette. Survient un couple d'Anglais dont le mari anthropologue veut aller étudier les gorilles, et dont la femme, Linda, est assez jolie pour donner à Marswell de bonnes raisons de diriger cette expédition risquée. 
Entre ces deux femmes et les dangers de l'Afrique, de beaux paysages de la terre et des cœurs : d'un style très différent, Linda est sophistiquée, jeune immature, tandis qu'Eloïse, plus âgée, veuve de guerre, est une aventurière qui correspond plus au style de  Marswell. 
Celui-ci voit son cœur balancer entre les deux femmes qui finissent par s'affronter ouvertement.
Linda a la tentation de quitter son mari pour Marswell, qui n'ose pas l'avouer au mari de Linda. 
Suit une scène où les 4 protagonistes se retrouvent : Linda et Marswell rompent et repartent, puis Eloïse, après un faux départ, revient vers Marswell.

## Fiche technique
- Titre : Mogambo
- Réalisation : John Ford
- Assistant réalisateur : Cecil F. Ford et Wingate Smith[1]
- Scénario : John Lee Mahin d'après la pièce Red Dust de Wilson Collison (en) créée le 2 janvier 1928 à Broadway
- Photographie : Robert Surtees, Freddie Young et Stephen Dade (prises de vues additionnelles)
- Montage : Frank Clarke[2]
- Décors : Alfred Junge
- Costumes : Helen Rose
- Production : Sam Zimbalist
- Société de production : Metro-Goldwyn-Mayer
- Pays d'origine :  États-Unis États-Unis
- Format : Couleurs Technicolor - 35 mm - 1,37:1 - Mono (Western Electric Recording)
- Budget : 3,1 millions $
- Genre : aventure
- Durée : 115 minutes
- Date de sortie : 
  - États-Unis : 9 octobre 1953
  - Royaume-Uni : 4 janvier 1954
  - France : 24 septembre 1954

## Distribution
- Clark Gable (VF : Robert Dalban) : Victor Marswell

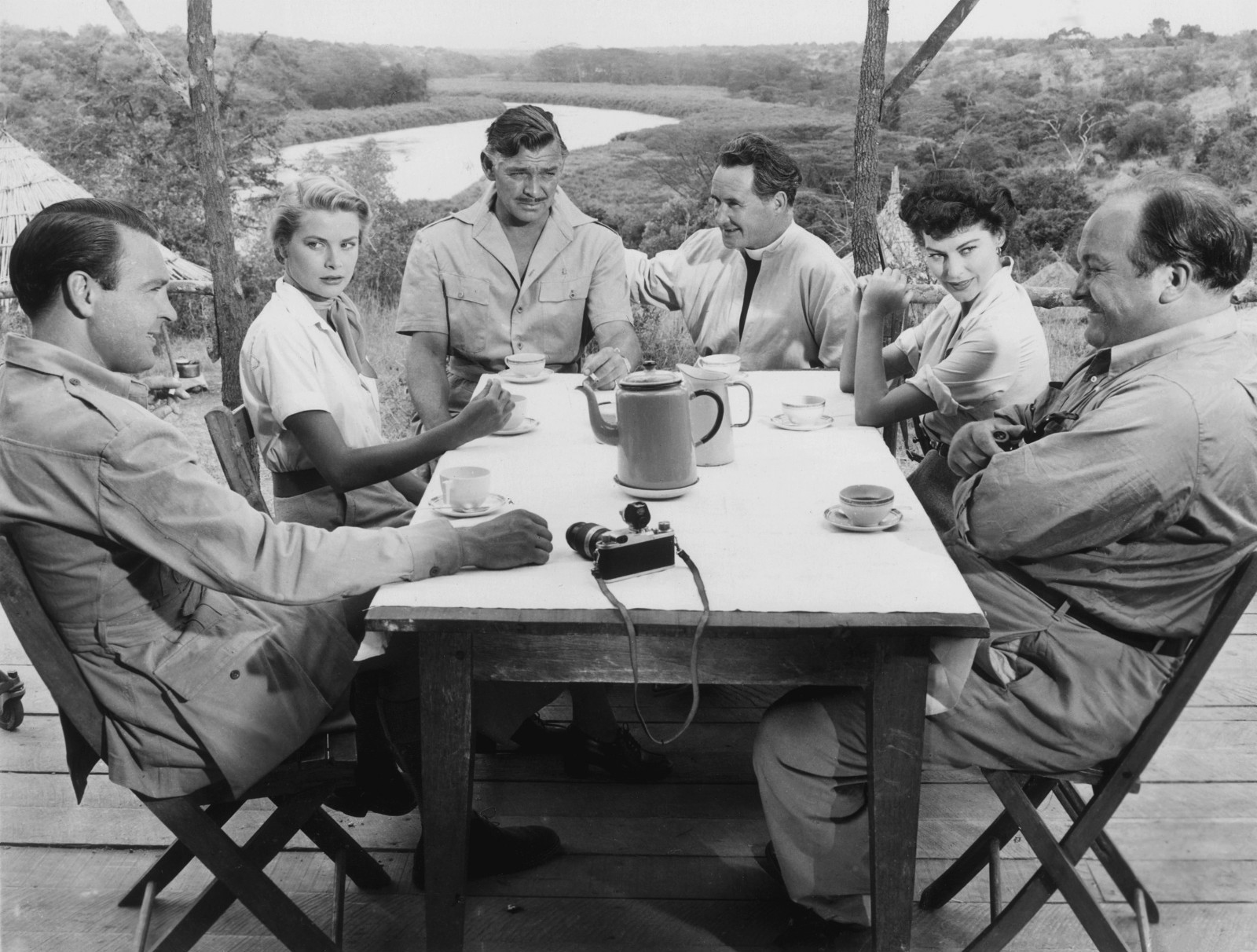
Donald Sinden, Grace Kelly, Clark Gable, Denis O'Dea, Ava Gardner et Philip Stainton.

- Ava Gardner (VF : Jacqueline Ferrière) : Eloise Y. Honey Bear Kelly
- Grace Kelly (VF : Elina Labourdette) : Linda Nordley
- Donald Sinden : Donald Nordley
- Philip Stainton (VF : Bernard Noël) : John Brown-Pryce
- Eric Pohlmann : Leon Boltchak
- Laurence Naismith (VF : Camille Guerini) : le skipper
- Denis O'Dea (VF : Georges Riquier) : le père Josef
- Asa Etula : une jeune Africaine
- Bruce Seton : Wilson

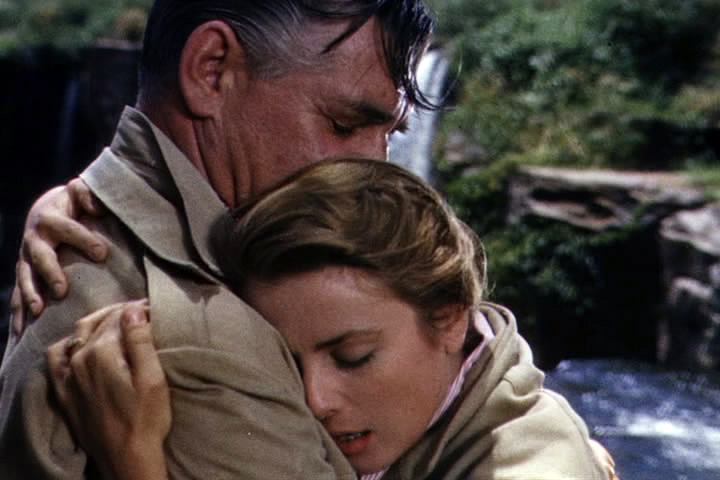
Clark Gable et Grace Kelly
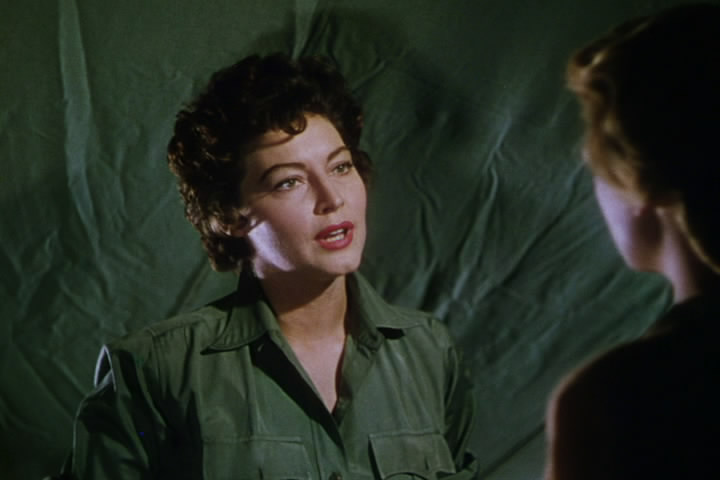
Ava Gardner et Grace Kelly

## Production

### Genèse
Au début des années 1950, avec le succès du film Les Mines du roi Salomon, les producteurs pensent que l'Afrique possède un fort potentiel cinématographique et commercial, offrant l'occasion d'intégrer à l'histoire des plans documentaires animaliers et des paysages grandioses au film. Ford est donc sollicité par la MGM pour réaliser Mogambo. Au début peu enthousiaste, il va finalement s'attacher aux personnages du film incarnés par des comédiens de premier plan, y ajoutant quelques traits d'humour (lorsque par exemple Ava Gardner s'exclame « Un kangourou ! » en voyant un bébé rhinocéros).

### Tournage
Le tournage a duré du 17 novembre 1952 au 28 janvier 1953 (première équipe). Plans tournés en octobre 1952 et février 1953 par la seconde équipe. Les plans extérieurs ont été tournés au Tanganyika, en Afrique-Équatoriale française, en Ouganda et au Kenya.
Le tournage fut perturbé par des conditions climatiques difficiles. Ford a refusé que le film soit accompagné par une musique. Les scènes de gorilles ont été dirigées par Yakima Canutt.

## Box-office
Le film a rapporté 8 300 000 $.
En France, 630 330 spectateurs l'ont vu en salles.
La rentabilité mondiale a été de 268 % ref source JP's Box Office 28.11.2021/ref

## Appréciation critique
« Kelly (Ava Gardner) débarque un beau matin ; elle vient retrouver un maharadjah qui chassait avec Victor, mais il a décampé la veille. C'est une chouette poupée, Kelly, roulée, comme la Vénus de Diomède, effrontée et tendre. Victor, après avoir fait la grosse voix, étend la main et Kelly s'allonge. Peu après, elle s'aperçoit qu'elle aime Victor et sa grosse voix et ses tempes d'argent et sa ressemblance avec Clark Gable. »

— Jacques Doniol-Valcroze sous le pseudonyme d'Étienne Loinod, Cahiers du Cinéma, n°41, décembre 1954

## Récompenses
- Golden Globes :
  - Meilleure actrice dans un second rôle : Grace Kelly

- Oscars du cinéma
  - Nomination pour la meilleure actrice : Ava Gardner
  - Nomination pour la meilleure actrice dans un second rôle : Grace Kelly